# سیارک ۸۹۷۸
سیارک ۸۹۷۸ (به انگلیسی: 8978 Barbatus، نامگذاری:3109T-3) هشت هزار و نهصد و هفتاد و هشتمین سیارک کشف شده‌است که در ۱۶ اکتبر ۱۹۷۷ کشف شد.
قدر مطلق سیارک برابر ۱۴٫۲۰ است.